# Marinebasis Tartus

Tartus im östlichen Mittelmeer

Tartus in Syrien

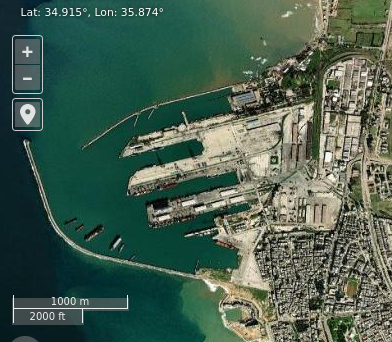
Satellitenbild der Marinebasis (aus dem Jahr 2024)

Die Marinebasis Tartus ist ein Marinestützpunkt der syrischen Marine in der syrischen Hafenstadt Tartus.
Die syrische Marinebasis nimmt eine Fläche von 0,4 km² (40 ha) ein, daneben beherbergt sie auf einer Fläche von 1,5 ha einen kleinen Stützpunkt (genau genommen nur eine technische Basis) und eine Pier, die im Wesentlichen aus zwei schwimmenden Schiffsanlegern von je 120 m Länge besteht.
Der Marinestützpunkt in Tartus wurde seit der Unterzeichnung eines entsprechenden bilateralen Abkommens mit Syrien im Jahr 1971 von der Sowjetunion mitgenutzt. Während des syrischen Bürgerkriegs, der im Jahr 2011 begann, nutzten die russischen Streitkräften den Hafen bis zum Jahr 2024 mit. Es war der einzige Stützpunkt, den die russische Marine im Mittelmeer unterhielt.

## Lage
Der Stützpunkt liegt im östlichen Mittelmeer, in der rund 100.000 Einwohner großen syrischen Stadt Tartus, nach Latakia die größte Hafenstadt des Landes. Tartus liegt im Süden der syrischen Mittelmeerküste, 30 km von der libanesischen Grenze entfernt.
Gerundete Entfernungen zu benachbarten Orten und wichtigen Meerengen sind unter anderem:
- 110 Seemeilen (200 Kilometer) nach Larnaka auf Zypern im Westen
- 110 Seemeilen (200 Kilometer) zur israelischen Grenze im Süden
- 280 Seemeilen (520 Kilometer) zum Sueskanal in Ägypten
- 900 Seemeilen (1700 Kilometer) zum Bosporus in der Türkei
- 1200 Seemeilen (2200 Kilometer) zur Basis der Schwarzmeerflotte in Sewastopol auf der Halbinsel Krim
- 2100 Seemeilen (3800 Kilometer) nach Gibraltar
- 2800 Seemeilen (5100 Kilometer) nach Mogadischu in Somalia

## Syrische Marinebasis

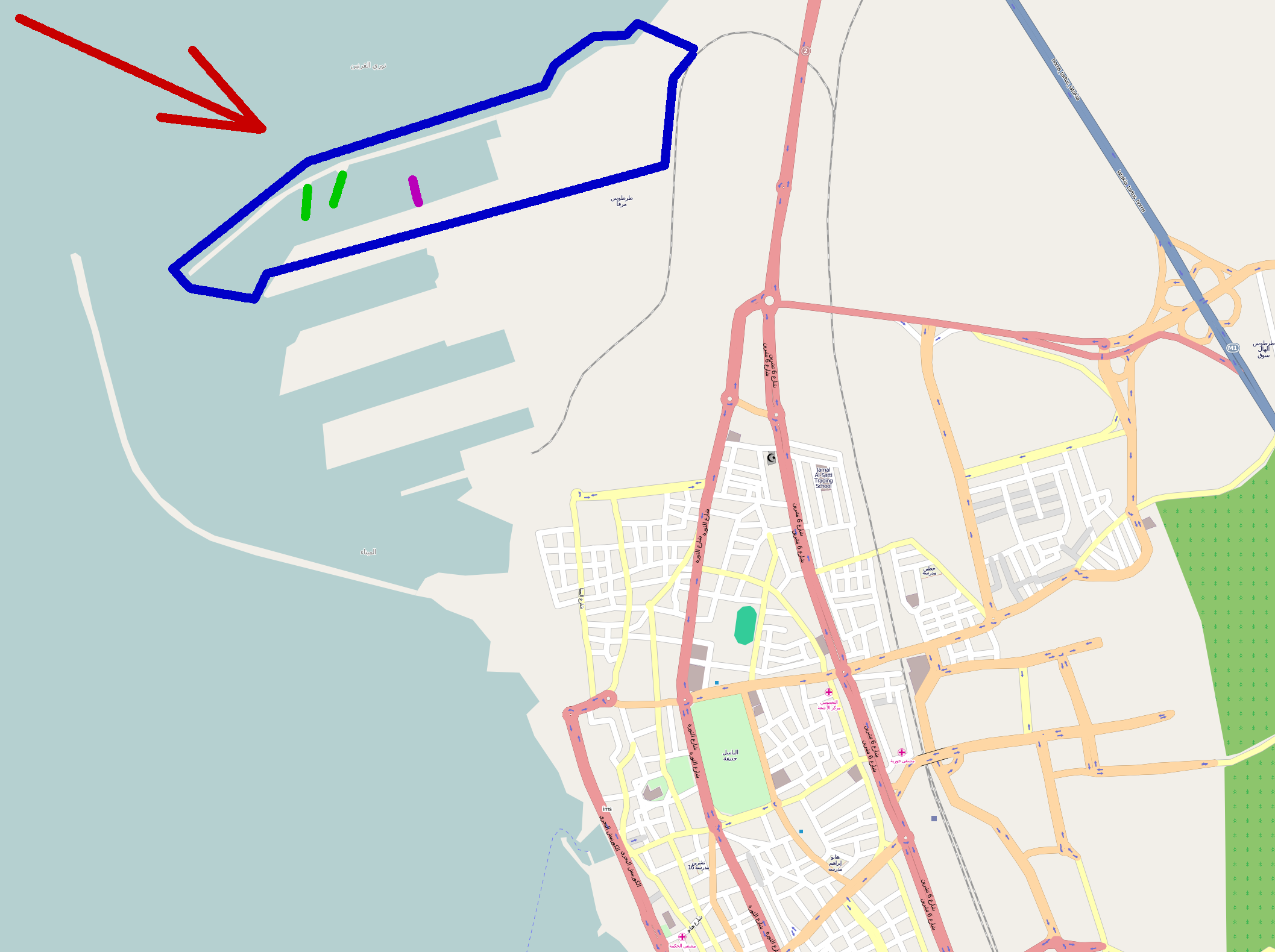
Grenzen der syrischen Marinebasis im Hafen von Tartus (blau umrandet); innerhalb der blauen Umrandung – grün: die beiden russischen Schiffsanleger; violett: Betonmole

Detailkarte der Marinebasis im Hafen von Tartus. 1a, b, c: Hallen; 2: Längshelling mit Querverschiebeanlage; 3 Abstellfläche für Kfz und Waffentechnik („Park“); 4 Appellplatz; 5 russische Pontonbrücken, die als Schiffsanleger für russische Kriegsschiffe und das Reparaturschiff dienen (Schlengel); 6 Betonsteg als Schiffsanleger; 7 Dalben-Brücke; 8 ziviles Hafenbecken; 9 Bahnlinie; 10 Hafenschutzmauer zum offenen Meer

Die syrische Marine hat ihre Stützpunkte in Baniyas, Latakia, Minat al Bayda (11 km nördlich von Latakia; ⊙) und Tartus.

### Hafenbecken
Der Hafen liegt 2 km nordwestlich des Stadtzentrums von Tartus. Eine Hafenmole umschließt den gesamten Hafen und gibt nach Nordwesten die Ausfahrt auf das offene Mittelmeer frei. Der Hafen hat insgesamt fünf Hafenbecken, von denen das nördliche von der Marinebasis belegt ist. Der gesamte Hafen umfasst eine Fläche von 3 Mio. m² (300 ha), davon 1,8 Mio. m² Landfläche und 1,2 Mio. m² Wasserfläche.
Das nördliche Hafenbecken, die syrische Marinebasis, ist 800 m lang und 220 m breit. Auf halber Länge ragt eine 120 m lange und 10 m breite Betonmole von der Südseite her in das Becken und unterteilt es in ein 370 m langes inneres Hafenbecken und ein 430 m langes äußeres Hafenbecken. Auf der Nordseite ragen noch zwei je 120 m lange Schiffsanleger, die „russischen Schiffsanleger“, von Norden her in das Hafenbecken.
Dabei handelt es sich um Pontonbrücken, die als schwimmende Schiffsanleger dienen. (Weitere Einzelheiten: siehe unten.)

### Anlage
Der Landbereich der Marinebasis wird im Westen vom Hafenbecken und im Osten von der Bahnlinie begrenzt, die zum Hafen führt. Nach Norden grenzt die Marinebasis mit der Hafenmole ans offene Meer. Die Marinebasis umfasst eine Fläche von 40 Hektar. Auf dem Gelände stehen mehrere Hallen, von denen die größte Halle 150 mal 80 Meter groß ist. Neben zahlreichen Gebäuden gibt es auf dem Gelände unter anderem ein Trockendock, eine große Abstellfläche für Kraftfahrzeuge und Waffentechnik („Park“) und einen Appellplatz.

## Russische Marinebasis
Die russische Marinebasis Tartus umfasst eine Fläche von ungefähr 1,5 Hektar und liegt innerhalb der syrischen Marinebasis. Es handelt sich nicht um eine vollwertige Marinebasis, sondern lediglich um einen kleinen Versorgungsstützpunkt, an dem hauptsächlich Treibstoff und Proviant aufgenommen werden können und ein Reparaturschiff zur Verfügung steht. Sie dient hauptsächlich als Versorgungsstation für Schiffe der russischen Schwarzmeerflotte und für andere russische Flotteneinheiten, die das Mittelmeer passieren. An diesem Stützpunkt sind keine russischen Kriegsschiffe dauerhaft stationiert.
Die russische Marinebasis Tartus untersteht dem Verteidigungsministerium der Russischen Föderation. Förmlich heißt dieser Marinestützpunkt: „720. Stützpunkt für materiell-technische Sicherstellung für Schiffe der Russischen Seekriegsflotte“ (russisch: „Пункт материально-технического обеспечения“ / „Punkt materialno-technitscheskowo obespetschenija“; kurz: „720. ПМТО“ / „720. PMTO“; englisch: „720th Logistics Support Point“; „720. Logistische Hilfsgruppe“).
Russland zeigt in Tartus in Form eines sich regelmäßig abwechselnden „Stationsschiffs“ Präsenz. Diese Einheit wird durch die russische Schwarzmeerflotte gestellt und ist meist durch ein Werkstattschiff (russisch: плавучая база/plawutschaja basa; deutsch: schwimmende Basis) der seinerzeit in Polen gebauten AMUR-Klasse repräsentiert. 2011 war es die Regel, dass sich die Werkstattschiffe (Reparaturschiffe; russ.: плавучая мастерская, kurz: плавмастерская / plawmasterskaja; kurz: ПМ / PM; engl.: repair ship) „PM-56“ („ПМ-56“) und „PM-138“ („ПМ-138“) dort wechselseitig ablösten. Diese Werkstattschiffe sind Spezialschiffe, die alle sechs Monate abgelöst werden. Mit der An- und Abfahrt ist ein Werkstattschiff also sieben Monate von seinem Heimathafen auf der Krim weg. Es gibt verschiedene sowjetische bzw. russische Schiffstypen, die als Reparaturschiff eingesetzt werden.

### Anlage
Bei den beiden schwimmenden Schiffsanlegern, an denen die russischen Kriegsschiffe anlegen können, handelt es sich um eine Art großen Schwimmsteg des Typs PM-61M (russ. ПМ‑61М; PM steht für Pontonbrücke; ПМ = понтонный мост / pontonny most). Einer der beiden Schiffsanleger stammt aus dem Jahre 1999. Die schwimmenden Schiffsanleger haben einen Abstand von 150 m voneinander. Sie ragen auch nicht senkrecht in das Hafenbecken, sondern in einem Winkel von 45° in Richtung zur Einfahrt in das Hafenbecken, so dass anlegende Schiffe ohne große Kursänderung an der Pontonbrücke anlegen können. Wegen dieser schwimmenden Anleger ist die Durchfahrt in das Hafenbecken auf 120 m verengt.
Nach anderen Angaben gehören weiterhin zur russischen Basis Treibstofflager und andere Lager, eine Kaserne, zwei Hallen, ein „Autopark“ (Abstellfläche für Militärtechnik) und verschiedene Wirtschaftsobjekte. Bei einer angeblichen Personalstärke von elf Personen im Jahr 2012 handelt es sich bei den aufgezählten Anlagen sicherlich um Angaben, die sich auf frühere Zeiten beziehen.
2008 wurde der etwas heruntergekommene Hafenbereich seitens der russischen Schwarzmeerflotte wieder durch umfangreichere Arbeiten instand gesetzt. Ab 2015 will Russland die Basis weiter modernisieren und etwa in neue Flugabwehrsysteme investieren.

### Personalstärke
Der Stützpunkt selbst wurde 2010 von der russischen Marine mit einer Dauerbesatzung von 50 Mann betrieben. Jedoch gibt es auch verschiedene andere Angaben über die Personalstärke auf der Marinebasis Tartus, wobei sie zu verschiedenen Zeiten sicherlich unterschiedlich war. Zu finden sind Zahlen von 600, 300 (Januar 2012), 150, 50 oder 11 russischen Marinesoldaten.
In einem kurzen Nachrichtenbeitrag des russischen Staatsfernsehens Perwy kanal vom Oktober 2011 wird berichtet, dass der „gesamte Personalbestand“ der Marinebasis aus „3 Offizieren, 4 Fähnrichen und 3 Matrosen“ bestand. Dazu kam noch die Besatzung des Reparaturschiffs, das in der Marinebasis angelegt hat.
Im Januar 2012 stand der Stützpunkt unter dem Kommando von Hauptmann Wladimir Gudkow, der ehemals bei der russischen Nordflotte war. Nach seiner Versetzung von Sewastopol nach Tartus forderte Gudkow zusätzliches Personal für die Instandsetzung der heruntergekommenen Basis an, so dass dann 300 Soldaten in der Basis arbeiteten. Die russischen Soldaten trugen syrische Uniformen, in einem kurzen Film der TV-Nachrichten sind sie jedoch in russischen Uniformen zu sehen. Die russischen Zeitsoldaten haben eine Vertragslaufzeit von drei Jahren, sie erhalten für ihre Dienstzeit in Syrien einen dreifachen Sold. Die Offiziere haben ihre Familie mit auf dem Stützpunkt, müssen jedoch auch ihre Freizeit in einem abgeschlossenen Bereich der Marinebasis verbringen.
In den Folgejahren wurde die Personalstärke deutlich erhöht.

## Geschichte, politische und militärische Bedeutung
Der Stützpunkt wurde von der sowjetischen Marine seit 1971 genutzt. In früheren Jahren beherbergte er vielleicht bis zu 600 Mann und umfasste ein größeres Areal als heute. Anfang 2012 handelte es sich noch um ein Gebiet von 1,5 Hektar (= 0,015 km²) mit einem Kommandeur und zehn Mann Besatzung sowie mit zwei Ponton-Anlegebrücken für maximal vier Schiffe von 120 Metern Länge. Im Vergleich dazu hat zum Beispiel die Marinebasis Rota der US Navy in der Nähe von Gibraltar eine Fläche von 24 km² und 3.000 Mann Personal.
Die Marinebasis Tartus ist der einzige „Marinestützpunkt“ für russische Kriegsschiffe im Mittelmeer und gegenwärtig auch die einzige Militärbasis der Russischen Föderation im „entfernten Ausland“ (ein russischer Militärbegriff für Gebiete außerhalb der GUS-Region, also außerhalb des postsowjetischen Raums). Russland bekräftigt mit dieser Marinebasis seine militärische Präsenz im Mittelmeer und im Nahen Osten.

### Vorgeschichte
1964 unterzeichnete die Sowjetunion einen Vertrag mit Gamal Abdel Nasser über Marinestützpunkte in Ägypten in Alexandria und Marsa Matruh, von 1967 bis 1972 kam noch ein Stützpunkt in Port Said dazu. In diese Zeit fällt die Annäherung Ägyptens an die Sowjetunion, unter anderem wurde von 1960 bis 1971 der Assuan-Staudamm mit sowjetischer Hilfe gebaut, nachdem die Sowjetunion bereits in der Sueskrise 1956/57 Partei für Ägypten ergriffen hatte.
Das Ende der sowjetischen Marinebasen in Ägypten wird durch den weiteren Verlauf der sowjetisch-ägyptischen Beziehungen verständlich: Nach dem Tod Nassers war Anwar as-Sadat 1970 ägyptischer Präsident geworden. Die erste größere außenpolitische Tat Sadats war die Unterzeichnung eines Freundschafts- und Bündnisvertrags mit der Sowjetunion 1971. Jedoch kam es 1972 aus Anlass des Ausbleibens sowjetischer Waffenlieferungen zu einem Bruch in den sowjetisch-ägyptischen Beziehungen. Es folgte die Ausweisung aller 15.000 sowjetischer Experten und das Ende für die drei sowjetischen Marinestützpunkte in Ägypten. Das dort stationierte 5. Geschwader (sowjetisches „Mittelmeergeschwader“) brauchte eine neue Basis und wurde nach Tartus und Latakia sowie in kleinere Häfen in Tunesien und Libyen verlegt. In diese Zeit fällt auch der Beginn der Nutzung der syrischen Marinebasis in Tartus ab 1971.

### Geschichte
1977 wurden die ägyptischen Unterstützungsbasen der Sowjets (Soviet 54th Rapid Response Brigade) in Alexandria und Marsa Matruh evakuiert, ihre Schiffe und das Inventar wurden nach Tartus gebracht. Dort wurde im April 1977 die „229. Marine-Unterstützungsdivision der Meeres- und Limanschiffe“ (russisch: 229. дивизион морских и рейдовых судов обеспечения; englisch: „229th Naval and Estuary Vessel Support Division“) aufgestellt. Sieben Jahre später (1984) wurde der Unterstützungspunkt in Tartus zur „720. Stützpunkt für materiell-technische Sicherstellung für Schiffe der Russischen Seekriegsflotte“ (kurz „720. Logistische Hilfsgruppe“) aufgewertet.
Nach dem Zerfall der Sowjetunion und des Warschauer Pakts wurde 1991 das kampfstarke „5. Geschwader“ (Mittelmeergeschwader) mit seinem Flaggschiff Schdanow aus dem Mittelmeer abgezogen und aufgelöst.
Der Marinestützpunkt in Syrien blieb jedoch erhalten und wurde von Russland weiter betrieben. In den Jahren 1991 bis 2007 gab es gelegentliche Besuche von Schiffen der Russischen Seekriegsflotte, die sich im Mittelmeer aufhielten. Die Schiffe füllten in Tartus ihre Treibstoff- und Lebensmittelvorräte auf.
1996 wurden erstmals wieder russische Kampfschiffe, schwere Lenkwaffenkreuzer und Hilfsschiffe im Mittelmeer stationiert, um Flagge zu zeigen. Seitdem nahmen russische Schiffe, hauptsächlich der Schwarzmeerflotte, an Marineübungen und Anti-Terroreinsätzen teil.
Nach dem tödlichen Attentat auf Rafiq al-Hariri 2005 im Libanon geriet Syrien als Drahtzieher unter Verdacht und stand unter internationalem Druck. Im November 2006 lud der iranische Präsident Mahmud Ahmadinedschad den syrischen Präsidenten nach Teheran ein, um die Beziehungen weiter zu festigen bzw. den iranischen Einfluss auf Syrien auszubauen. Baschar al-Assad nahm die Einladung jedoch nicht an. Er reiste im Dezember 2006 nach Moskau zu Wladimir Putin, um die von den USA initiierte Isolierung Syriens zu durchbrechen. Es kam zu einer weiteren Festigung der russisch-syrischen Beziehungen. Russland erließ Syrien etwa drei Viertel seiner Altschulden im Umfang von 13,4 Mrd. US-Dollar. Die syrische Gegenleistung bestand in der freien Benutzung von Latakia und Tartus durch russische Streitkräfte sowie in Gaskonzessionen in Syrien. Russland wollte die Präsenz seiner Marine in den beiden syrischen Häfen verstärken und vereinbarte mit Syrien den Ausbau der Marinebasis in Tartus. 2007 kündigte Russland an, dass es seine regelmäßigen Patrouillen im Mittelmeer und im Nordatlantik wieder aufnehmen würde. 2008 wurde der Marinestützpunkt in Tartus in der heutigen Form in Betrieb genommen.
Ab 2009 renovierte Russland die Marinebasis in Tartus. Eine moderne schwimmende Anlegestelle wurde von zwei Schiffen nach Syrien geschleppt. Außerdem wurde das Hafenbecken tiefer ausgebaggert. Damals plante man, eine Marinebasis für sehr große Schiffe wie Kreuzer oder Flugzeugträger einzurichten.
Der russisch-ukrainische Vertrag über die Nutzung des Flottenstützpunkts Sewastopol als Basis für die Russische Schwarzmeerflotte war ursprünglich bis 2017 befristet. Die Verschlechterung der Beziehungen nach der Orangen Revolution 2004 veranlasste Regierung und Militär Russlands zu teils kontroversen Diskussionen über eine künftige Marinebasis für ihre Flotte. In diesem Rahmen wurden auch Reaktivierung und Ausbau der Marinebasis in Tartus erwogen. Tartus könnte eine dauerhafte Marinebasis im Mittleren Osten werden, um dort Kriegsschiffe mit Nuklearbewaffnung zu stationieren. Die Häfen in Tartus und Latakia sollten für Schiffe mit großem Tiefgang ausgebaut werden. In Latakia sollten die Arbeiten 2010 beginnen, in Tartus schon 2011 abgeschlossen sein. Die Überlegungen für einen Ausbau der Basis in Tartus rückten wieder in den Hintergrund, nachdem 2010 der russisch-ukrainische Vertrag über die Nutzung Sewastopols auf der Halbinsel Krim als russischer Marinestützpunkt um 25 Jahre (bis 2042) mit der Option auf weitere fünf Jahre verlängert wurde.
Formal wurde 2013 das Mittelmeergeschwader der russischen Kriegsmarine eingerichtet und in Tartus stationiert. Von 2015 an griff dieser Verband in den syrischen Bürgerkrieg ein.
Die russische Marine plante ihren Stützpunkt in der syrischen Hafenstadt Tartus ab 2015 grundlegend zu erneuern und aufzurüsten. Die während des Kalten Krieges errichtete Basis soll dann laut Interfax größere Kriegsschiffe aufnehmen können. Demnach wird Tartus „bedeutend erneuert mit Blick auf die politische Situation in Syrien und die militärische Lage in der Mittelmeerregion“. 2017 wurde ein Vertrag mit der syrischen Regierung zum Ausbau der Marinebasis abgeschlossen. Daraufhin begannen Bauarbeiten insbesondere an der logistischen Infrastruktur und Anlagen zur Wartung und Reparatur von Schiffen.

### Militärische Bedeutung
Anfangs war die Marinebasis für die Logistik der sowjetischen Marine im Mittelmeer geschaffen worden. Die sowjetische Marine bestand aus verschiedenen Flotten und für das Mittelmeer-Operationsgebiet war die sowjetische Schwarzmeerflotte zuständig. Der Marinestützpunkt in Tartus wurde für Schiffsreparaturen des 5. operativen Geschwaders benötigt – das Mittelmeergeschwader, ebenso für seine Versorgung mit Treibstoffen und Verbrauchsmaterialien. Die Sowjetunion hat im Kalten Krieg ihr 5. Geschwader als militärisches Gegengewicht zur im Mittelmeer operierenden Sechsten US-Flotte ebenfalls im Mittelmeer stationiert. Die Sowjetunion wollte so die US-amerikanische und westeuropäische militärische Vormachtstellung im Mittelmeer und den US-amerikanischen Einfluss im Nahen Osten ausbalancieren. Geostrategisch versuchte die Landmacht Russland, ihren Einfluss auf Mittelmeeranrainer und Nahen Osten über die See zu stärken.
Schließlich gab es in der Mittelmeerregion auch US-amerikanische und britische Marinebasen: Britische Basen gab es in Gibraltar und auf Zypern. Die beiden britischen Basen auf Zypern, zwei Militärbasen Akrotiri und Dekelia, sind nur 200 Kilometer von Tartus entfernt, beherbergen aber keinen Marinehafen. Die britische Regierung hatte im April 1957 unter neuen Bedingungen – offensichtlich durch die Sueskrise – ihre Vorstellungen zu Zypern modifiziert: statt „Zypern als Militärbasis“ begnügte sie sich mit zwei „Militärbasen auf Zypern“. US-Marinebasen im Mittelmeer gab es in Chania auf Kreta (Naval Support Activity Souda Bay; NSA Souda Bay), sowie in Italien in Neapel und Gaeta. Bereits im Atlantik, aber noch unweit von Gibraltar, gab es die US-Marinebasis Rota an der spanischen Atlantikküste. Die USA betrachten den Mittelmeerraum als einen strategischen Raum zur Sicherung der amerikanischen Truppen in Europa und als potenzielles Aufmarschgebiet, um in Konflikte im Nahen Osten sowie im Persischen Golf militärisch eingreifen zu können. Durch das Mittelmeer verlaufen wichtige Handelsrouten und die Engstellen (Gibraltar, Dardanellen, Bosporus, Einfahrt zum Sueskanal) stellen im Konfliktfall neuralgische Punkte dar. Von der Marinebasis Tartus aus könnten russische Kriegsschiffe innerhalb weniger Tage den Sueskanal und damit den Zugang zum Indischen Ozean erreichen.
Der Marinestützpunkt Tartus hatte auch den Zweck, das Betanken von U-Booten zu ermöglichen und bei Bedarf kleinere Reparaturen durchzuführen. So mussten die U-Boote seltener aus dem Mittelmeer in ihre Heimatbasen Sewastopol oder Nikolajew (heute Mykolajiw) zurückkehren. Auch wurden dadurch die Anzahl der Durchfahrten durch den Bosporus in Istanbul minimiert, der der NATO-Rundumüberwachung unterliegt. Der Vertrag von Montreux von 1936 regelt unter anderem die Durchfahrt von Kriegsschiffen durch den Bosporus: In Friedenszeiten muss die Durchfahrt eines Kriegsschiffes der Türkei auf diplomatischem Wege vorher mitgeteilt werden, in der Regel acht Tage zuvor.
Über den Stützpunkt Tartus konnten außerdem die Besatzungen der U-Boote und Kriegsschiffe ausgewechselt werden, die mit dem Flugzeug nach Syrien ein- und ausgeflogen werden konnten.
Wenn eine russische Flotte im Mittelmeer präsent sein kann, so hat sie einen kürzeren Anmarschweg für Einsätze im Golf von Aden oder am Horn von Afrika als bei einer Stationierung auf der Krim. Heute kann die Marinebasis Tartus die Versorgung aller Schiffe sicherstellen, die zum Schutz der russischen Schifffahrt vor somalischen Piraten in der Region um das Horn von Afrika erforderlich sind – seit 2003 werden auch russische Schiffe von Piraten überfallen.
Durch die Marinebasis werden die Möglichkeiten für den operativen Einsatz der Flotte verbessert, da Port Said, der Eingang zum Sueskanal, über den die Anfahrt zum Roten Meer erfolgt, nur 720 Kilometer von Tartus entfernt ist. Außerdem sind es von Tartus nur wenige Tage Fahrt bis zur Straße von Gibraltar, durch die die Schiffe in den Atlantischen Ozean fahren. Der Atlantik ist das Operationsgebiet der Nordflotte und der Baltischen Flotte.
Nach Meinung der britischen Wochenzeitschrift The Economist ist der Marinestützpunkt von großer Bedeutung für die russische militärische Aufklärung, einschließlich der elektronischen Aufklärung. Insbesondere ließe sich so besser ein Auge auf Israel werfen. Israel hielt 2007 den russischen Marinestützpunkt in Syrien für eine Bedrohung seiner nationalen Sicherheit, da er wahrscheinlich für die elektronische Überwachung und als Luftverteidigungs-Zentrum genutzt werde.

### Politische Bedeutung
Tartus ist der einzige Marinestützpunkt Russlands im Mittelmeer. Offiziell dient der 2008 in der heutigen Form in Betrieb genommene Stützpunkt zur Versorgung von russischen Schiffen, die sich nach Fahrten im Mittelmeer auf dem Weg ins Schwarze Meer befinden. Darüber hinaus gilt die Basis jedoch vor allem als Ausdruck des russischen Anspruchs, eine geopolitische Rolle in der Region zu spielen. Ob Russland eine Pacht für den Marinestützpunkt zahlt, ist nicht bekannt.
Nach der Verschlechterung der russischen Beziehungen zum Westen wegen der US-Pläne für das NATO-Raketenabwehrprogramm (ALTBMD) in Polen (seit 2005 diskutiert, 2008 beschlossen), sowie dem Kaukasuskrieg 2008 kann der Entschluss zum Ausbau der Basis als russische „scharfe Antwortreaktion“ gewertet werden. Syrien willigte dann in den Ausbau des Stützpunkts zu einer dauerhaften russischen Marinebasis für nuklear bewaffnete Kriegsschiffe ein.

#### Russisch-syrische Beziehungen
Die Beziehungen zwischen Syrien und Russland waren traditionell gut. Sie gehen auf das Bündnis der Sowjetunion mit Syrien zur Zeit des Kalten Krieges zurück. Für Russland war die syrische Regierung unter Hafiz al-Assad und Baschar al-Assad ein strategischer Verbündeter in der Region. Syrien war der wichtigste Partner Russlands im gesamten Nahen Osten. Ungefähr 10.000 syrische Offiziere haben eine Ausbildung an sowjetischen Militärakademien erhalten. Die über 400.000 Mann starke syrische Armee erwarb fast ihre gesamte Ausrüstung in der Sowjetunion und später Russland, wie zum Beispiel ihre 4600 Panzer.
Nach dem Zerfall der Sowjetunion versank die Marinebasis Tartus fast in der Bedeutungslosigkeit, wurde aber nie aufgegeben, da Syrien einer der wichtigsten Verbündeten Russlands in der arabischen Welt blieb.
Russland arbeitete auf militärtechnischem Gebiet eng mit Syrien zusammen. Syrien ist nach Indien und Algerien der drittgrößte Abnehmer von russischer Waffentechnik. Noch 2012 wurden Lieferverträge für 24 Mikojan-Gurewitsch MiG-29M/M2, 8 Divisionskomplexe des Mittelstrecken-Flugabwehrraketensystems Buk M2E „Ural“ (zum Vergleich siehe Buk M1) und 36 Trainingsflugzeuge Jakowlew Jak-130 unterschrieben. Im Stadium der Auftragserfüllung befanden sich Lieferverträge für das Küstenverteidigungs-Raketensystem „Bastion“.
Auch russische Energiefirmen (z. B. Tatneft/Татнефть, Sojusneftegas/Союзнефтегаз, Strojtransgas/Стройтрансгаз, Föderale Agentur für Atomenergie Russlands RosAtom/Росатом, Technopromexport/Технопромэкспорт, Sewero-Sapadnaja neftjanaja gruppa/Северо-Западная нефтяная группа) und andere russische Firmen haben große finanzielle Interessen in Syrien. Der russische Öl-Konzern Tatneft hatte im Oktober 2011 angekündigt, knapp 13 Milliarden Dollar in die Erschließung des syrischen Ölfeldes „Süd-Kischma“ (russ. Южная Кишма) im Gouvernement Deir ez-Zor in der Nähe der irakischen Grenze im Osten Syriens zu investieren. Jedoch stellt die Firma bereits im Dezember 2011 angesichts der „Unruhen“ ihre Arbeiten in Syrien ein.

#### Bürgerkrieg in Syrien
Russland lehnte den von der syrischen Opposition und ihren westlichen Unterstützern angestrebten Sturz der syrischen Regierung ab. Seit Beginn des Bürgerkriegs in Syrien stellten Journalisten auch über den russischen Marinestützpunkt Tartus Vermutungen an. Es wurde spekuliert, dass die russische Ablehnung von scharfen Maßnahmen gegen Syrien auch durch ihr Interesse am Fortbestand ihres Stützpunktes in Tartus mitbestimmt sei. Die Marinebasis wurde von Politikern und Journalisten trotz ihrer bescheidenen Größe (Personalstärke: 78 Mann) als „Drohkulisse gegen die NATO“ gesehen.
Am 8. Januar 2012 traf eine Flugzeugträgerkampfgruppe der Russischen Seekriegsflotte mit dem Flugzeugträger Admiral Kusnezow auf der Reede vor Tartus ein. Es war der erste russische Marinebesuch seit Beginn des Bürgerkriegs in Syrien. Das russische Verteidigungsministerium sprach von einem Routinebesuch zum Auffüllen der Vorräte. Die syrische Regierung bewertete diesen Besuch als Solidaritätsgeste. An Bord des Flugzeugträgers wurde eine syrische Militärdelegation unter Leitung des syrischen Verteidigungsministers empfangen.
Am 24. August 2012 soll nach Angaben der Moskauer Tageszeitung Nesawissimaja Gaseta die russische Marine beschlossen haben, die Marinebasis Tartus vorübergehend nicht mehr zu benutzen. Angeblich wollte Russland den Stützpunkt räumen. 350 km von Tartus fanden zu dieser Zeit schwere Gefechte statt.
Im Jahr 2015 war ein Ausbau oder Umbau des Piers im Gange, die russische Zeitung Kommersant zitierte einen Soldaten in Tartus, welcher von 1700 anwesenden Russen sprach.
In den 2020er Jahren nahm die Rolle der Marinebasis für Manöver der russischen Streitkräfte zu. Im Jahr 2024 waren fünf Marineschiffe und ein U-Boot in Tartus stationiert.

#### Nach dem Sturz Assads
Nachdem die Marinebasis bis dahin eine wichtigere Rolle für Russland gespielt hatte und an größeren Manövern im Mittelmeer beteiligt war, verließen russische Schiffe die Basis im Dezember 2024 nach dem Sturz des Assad-Regimes. In der Nacht auf den 11. Dezember 2024, als russische Schiffe den Hafen verlassen hatten, griff die israelische Armee den Hafen von Tartus an.
Im Januar 2025 beendete die syrische Regierung den 2019 abgeschlossenen Vertrag mit der russischen Firma Strojtransgas, die den Hafen, in dem die Militärbasis liegt, verwaltet hatte. Darüber hinaus verweigerten die syrischen Behörden einem russischen Frachtschiff im Januar 2025 den Zugang zur Marinebasis. Laut Berichten hatte das Frachtschiff den Auftrag, militärische Ausrüstung aus dem russischen Marinestützpunkt Tartus abzuziehen. Was diese Schritte für die Zukunft der Militärbasis bedeutet, blieb zunächst unklar.

## Die Marinebasis 1971 bis 2011 in der Darstellung eines russischen Marinehistorikers
Nach der Meinung des russischen Autors Alexander Rosin (November 2011), einem Hobby-Marinehistoriker hat der „Punkt für materiell-technische Sicherstellung in Tartus“ („PMTO Tartus“) eine Personalstärke von 50 Mann. Jedoch stimmt die allgemein verbreitete Angabe, dass der Stützpunkt 1971 gegründet wurde, überhaupt nicht. Bis Mitte der 1980er-Jahre gab es keinen sowjetischen „PMTO Tartus“. Beginnend ab Mitte der 1960er-Jahre wurde der Besuch von sowjetischen Schiffen in syrischen Häfen durch gewöhnliche bilaterale Verträge geregelt. Diese Schiffsbesuche dienten der Erholung der Besatzung, dem Aufnehmen von Frischwasser, Proviant und sehr selten von Treibstoff. Der größte Teil dieser aufzunehmenden Waren wurde nur durch sowjetische Versorgungsschiffe in Syrien aufgenommen und dann den Kampfschiffen auf offener See übergeben.
Nach der Niederlage Ägyptens und Syriens 1967 im Sechstagekrieg gegen Israel vom 5. bis 10. Juni 1967 hielten sich sowjetische Schiffe in ägyptischen Häfen und im syrischen Hafen Latakia auf, um ihre Einheit und ihre Unterstützung für die arabischen Länder „im Kampf gegen die israelischen Aggressoren“ zu demonstrieren. Seit dieser Zeit begann eine Annäherung in der sowjetisch-syrischen Zusammenarbeit in Marineangelegenheiten. Das wirkte sich auch positiv auf die Möglichkeiten für sowjetische Kriegsschiffe aus, Häfen in Syrien anzulaufen. Es muss aber berücksichtigt werden, dass zu jener Zeit Ägypten der Hauptpartner für die sowjetische Flotte war. Ägypten war das einzige nichtkommunistische Land, das der sowjetischen Marine gestattete, seine Reparaturkapazitäten an Land zu nutzen. Je mehr sich die sowjetisch-ägyptischen Beziehungen abkühlten, umso öfter wurde jedoch erwogen, syrische Häfen zu nutzen.
Die Sowjetunion schloss 1971 mit Syrien ein Abkommen über die Nutzung des Hafens von Tartus für die Stationierung während Manövern der Seestreitkräfte, zusätzlich durften im Hafen kleinere Reparaturen an Schiffen durchgeführt werden – unter Hinzuziehung von sowjetischen Schwimmbasen und Werkstattschiffen. Die Benutzung von Werkstätten an Land war beschränkt. Die sowjetische Seekriegsflotte bezahlte für die Benutzung des Hafens Tartus, hatte dabei jedoch verschiedenen Begünstigungen, einschließlich der vereinfachten Einfahrt in den Hafen. Der Vertrag wurde auch im Ausland bekannt. Die New York Times berichtete am 14. September 1972 unter Verweis auf US-Beamte, dass die Sowjetunion und Syrien einen Vertrag geschlossen hatten, der der Sowjetunion gestattet, Serviceeinrichtungen für die sowjetische Marine in den Häfen Latakia und Tartus zu installieren und zu nutzen, im Austausch gegen die Lieferung von neuen Raketen für die Luftabwehr und MiG-21-Flugzeugen an Syrien.
Der neu erworbene Marinestützpunkt war nicht groß. Der Chef der Politabteilung des Mittelmeergeschwaders, Konteradmiral Pawel Dubjagin (russ. Павел Романович Дубягин; 1973–1976), erinnerte sich später: „Im Hafen Tartus, den uns Syrien als Manöverbasis angeboten hat, gab es nicht genug Platz. Außerdem gab es überhaupt keinen Reparaturstützpunkt. Also mussten die Reparaturen zwischen den Fahrten der U-Boote mit den eigenen Kräften – unseren Werkstattschiffen – ausgeführt werden.“ Aber vor dem Hintergrund der fortgesetzten Abkühlung der Beziehungen zu Ägypten war der Vertrag mit Syrien eine bedeutsame Errungenschaft. Bald wurde der Hafen für die ersten anstehenden Reparaturen genutzt. Im November 1972 war der Kommandeur der „211. U-Boot-Brigade“ (russisch: 211. бригада подводных лодок; kurz: 211 БПЛ / 211. BPL) der Kapitän zur See A. Akatow mit dem Reparaturschiff „PM-24“(russisch: плавмастерская „ПМ-24“) und dem U-Boot „B-26 Jaroslawer Komsomolze“ (russisch „Б-26 Ярославский комсомолец“; ab April 1970 „B-826 Jaroslawer Komsomolze“) im Hafen von Tartus – mit der Aufgabe, Reparaturen zwischen zwei Fahrten durchzuführen und zum Zwecke der Erholung der Mannschaft. Das war die erste sowjetische Erfahrung im Hafen von Tartus. Akatow erinnert sich: „Ich stattete dem Kommandeur der Marinebasis einen Besuch ab. Man verhielt sich uns gegenüber sehr wohlwollend. Sie stellten uns alles zur Verfügung. … Meine Stabsoffiziere und die Offiziere des U-Bootes nahmen an der Vorbereitung einer großangelegten Marinelandungsübung in Syrien teil. Am Ende der Übung gab es einen großen Empfang beim Kommandeur der syrischen Marine. Für die Zeit unseres Aufenthaltes in Hafen waren wir zweimal Zeugen von Angriffen der israelischen Luftwaffe auf Objekte im Hafen und im Marinestützpunkt. Nach Ablauf eines Monats war das U-Boot gut repariert worden, die Mannschaft hatte sich erholt, und wir wurden sehr herzlich verabschiedet und verließen den Hafen.“
Während des Jom-Kippur-Krieges im Oktober 1973 hat alleine schon die Anwesenheit der sowjetischen Marine in syrischen Häfen die Einsatzmöglichkeiten der israelischen Marine begrenzt. Nach dem Ende des Krieges wuchs das Ansehen der sowjetischen Flotte in Syrien noch mehr.
Im Frühjahr 1974 während eines Hafenbesuches von sowjetischen Schiffen in Tartus lösten zwei russische Offiziere, der Leiter der Politabteilung des 5. Geschwaders Konteradmiral Pawel Romanowitsch Dubjagin und der sowjetische Militärberater beim Kommandeur der syrischen Marine Kapitän zur See Wladimir Leontjewitsch Turuk, die Frage der Verbesserung der Manöverstationierung der Schiffe des sowjetischen Geschwaders in Tartus während eines Treffens mit dem Kommandeur der syrischen Marine, dem Marine-Brigadier (Amid Bachari – einem syrischen Dienstgrad zwischen einem Kapitän zur See und einem Konteradmiral) Fadl Hussein. Er hatte in der Sowjetunion gelernt, seine Offizierslaufbahn in einer Abteilung für Kampfvorbereitung durchlaufen, es bis zum Abteilungsleiter im Stab der syrischen Marine gebracht, dann war er Kommandeur einer Brigade von Raketen-Schnellbooten – die grundlegende Kampfeinheit der syrischen Flotte. Die sowjetische Seite bat um Erlaubnis, drei ihrer Schiffe, nach Möglichkeit auch mehr, dauerhaft in Tartus stationieren zu dürfen.
Der Kommandeur der syrischen Marine Hussein war mit dem Aufenthalt von drei sowjetischen Schiffen einverstanden, ebenso dass kleinere Gerätschaften an der Anlegestelle sind, jedoch mit der Auflage, dass man sie schnell beiseite räumen kann, da der Bau des Hafens zukünftig weitergehen sollte. Er lehnte aber die Verlegung einer provisorischen Wasserleitung ab, da noch in diesem Jahr eine feste Wasserleitung zu den Anlegestellen verlegt werden sollte.
Konteradmiral Pawel Dubjagin erinnert sich: „Praktisch haben wir uns über alle wichtigen Fragen verständigt. Hussein drückte uns gegenüber seine Besorgnis aus, er sagte uns unumwunden: ‚Die 6. US-Flotte – das ist eure Sorge. Und die israelische Marine – das sind meine Kopfschmerzen. Es wäre nicht schlecht, wenn wir von Ihnen Aufklärungsmaterial über ihre Aktivitäten bekommen, um ihnen rechtzeitig entgegenwirken zu können.‘ Weiter sagte er, dass er mit Ungeduld das Eintreffen von zwei in der Sowjetunion gekauften Wachschiffen erwartet. Der syrische Kommandeur machte auf uns einen guten Eindruck.“
Nachdem die sowjetische Marine nicht mehr darauf beschränkt war, nur kleine Reparaturen in Tartus durchzuführen, bemühte sich die Leitung der sowjetischen Marine, die Möglichkeiten zur Nutzung des syrischen Hafens auszuweiten, auch wenn sie keine Möglichkeiten hatten, dort zusätzliche Sicherstellungsfunktionen für die Tätigkeit der Flotte zu schaffen. Anfang 1974 machte sich der Leiter der Rückwärtigen Dienste der sowjetischen Marine, Admiral L. Mazin, mit den Möglichkeiten der Manöverstationierung von Schiffen in Syrien vertraut und vereinbarte danach mit dem Kommando der syrischen Marine, dass im Falle eines akuten Bedarfs sowjetische Schiffe Treibstoff in syrischen Häfen bekommen können. Davon wurde aber kein fortgesetzter Gebrauch gemacht, da sich die Syrer diesen Dienst sehr teuer bezahlen ließen.
Im Zeitraum 1967 bis 1973 liefen insgesamt 361 Schiffe der sowjetischen Marine in syrische Häfen ein.
Die Bedeutung der syrischen Häfen für die Schiffe des sowjetischen Mittelmeergeschwaders wuchs nach dem endgültigen Bruch der Beziehungen zwischen Ägypten und der Sowjetunion im März 1976. Genau dann wurden aus Ägypten eine Reihe von sowjetischen Hilfsschiffen, die vorher in Alexandria stationiert gewesen waren, nach Syrien gebracht. Aber auch dabei verlief nicht alles problemlos. Im Juni 1976 verschlechterten sich die sowjetisch-syrischen Beziehungen im Zusammenhang mit der Verschärfung der Libanonkrise (siehe auch: Massaker von Karantina, Massaker von Damur).
Ab Mai 1976 wurde die sowjetische Unzufriedenheit mit der syrischen Einmischung im Libanon immer offensichtlicher. Der sowjetische Premierminister Kossygin, der am 31. Mai zu einem Besuch in Bagdad war, sagte, dass die Lösung der Libanonkrise durch die Libanesen selber gelöst werden müsse. In der Nacht vom 31. Mai auf den 1. Juni marschierten jedoch auf Beschluss der Arabischen Liga multinationale arabische Truppen ein – hauptsächlich ein syrisches Truppenkontingent – eine Panzerdivision und eine Brigade. Als dann am 1. Juni Kossygin in Damaskus eintraf, hatte ihn Hafiz al-Assad vor vollendete Tatsachen gestellt. Die Sowjetunion hieß diese Operation nicht gut – es nahmen auch keine sowjetischen Militärberater und Spezialisten daran teil – und stellte zeitweise ihre Waffenlieferungen ein. Die Syrer beschränkten ihrerseits den Zugang für Schiffe des sowjetischen Mittelmeergeschwaders zu den Küstenobjekten in Tartus. Das zwang die Sowjetunion, ihre Position zu überdenken. Anfang 1977 war dann die ursprüngliche Situation wiederhergestellt: die Waffenlieferungen erfolgten in vollem Umfang und die sowjetischen Schiffe hatten Zugang zum Hafen von Tartus.
Im April 1977 wurde im Hafen von Tartus die 229. Division der Meeresschiffe zur Sicherstellung (russisch: 229. дивизион морских и рейдовых судов обеспечения) gebildet. Sie unterstand dem Kommandeur der 9. Brigade der Meeresschiffe zur Sicherstellung der Schwarzmeerflotte (russisch 9. бригада морских судов обеспечения Черноморского флота). Ständig im Hafen von Tartus wurden stationiert: ein Werkstattschiff, ein schwimmendes Lager, ein Schlepper, ein kleines seefähiges Schiff zur Übergabe von Wasser (russisch: морская водоналивная баржа) und ein Taucherboot. Wie auch schon früher hatten die sowjetischen Matrosen keinerlei Anlagen im Hafen. Trotzdem konnten die U-Boote in diesem Hafen ihre Reparaturen ausführen, ihre Vorräte auffrischen und die Besatzung austauschen, so dass sie sich zwischen den Fahrten in Sewastopol erholen konnten. Natürlich waren die Reparaturmöglichkeiten in Tartus im Vergleich zu Alexandria deutlich bescheidener und auf die Möglichkeiten des Werkstattschiffs beschränkt. Die Reparaturen zwischen den einzelnen Fahrten wurden durch die Leute der zweiten Besatzung ausgeführt.
Die Leitung der sowjetischen Marine wollte für ihr Mittelmeergeschwader über einen vollwertigen Stützpunkt in Syrien verfügen. Wie sich aber zeigte, dauerte dieser Prozess wesentlich länger als geplant. Im Verlauf der syrisch-sowjetischen Gespräche auf höchster Ebene im Oktober 1979 wurde die Frage erörtert, wie die Sowjetunion Syrien weiterhin bei der Stärkung seines Verteidigungspotentials helfen könne. Als Gegenleistung für sowjetische Militärhilfe und Unterstützung erwartete man von Syrien das Einverständnis zum Bau einer sowjetischen Marinebasis im Bereich Latakia-Baniasa für das 5. Mittelmeergeschwader. Hafiz al-Assad erklärte sich am 8. Oktober 1980 mit der Errichtung einer Marinebasis einverstanden. Am 9. Oktober 1980 wurde zwischen der Sowjetunion und Syrien ein Vertrag über Freundschaft und Zusammenarbeit geschlossen. Ein Vertragspunkt besagte: „Falls eine dritte Macht in Syrien eindringt, wird die Sowjetunion in die Ereignisse eingreifen.“ Die dritte Seite wurde nicht näher benannt, das konnte sowohl Israel sein, wie auch der Irak, zu dem Syrien ein gespanntes Verhältnis hatte. Im Iran-Irak-Krieg stand Syrien ganz auf der Seite des Irans und wünschte sich die baldige Niederlage des Iraks. Aber Damaskus wurde fest versprochen, dass schon in allernächster Zukunft Syrien selbständig, „ohne Unterstützung durch arabische Länder“, jedem beliebigen Feind in der Region widerstehen können wird und sogar „mit ihm kämpfen kann“. Es versteht sich, dass es dafür riesiger Lieferungen an Waffentechnik aus der Sowjetunion bedurfte, noch dazu auf Kreditbasis. Genau dieser Vertrag hat die weiteren militärischen Ambitionen bei den israelischen Generälen sehr gedämpft. Sie hatten im Verlauf des Libanonkrieges von 1982 nicht nur einmal ihrem Ministerpräsidenten Menachem Begin vorgeschlagen, Syrien für seine Hilfe für die Palästinenser mit einer „demonstrativen“ Invasion und der Einkreisung von Damaskus zu bestrafen.
Mitte Februar 1981 war eine sowjetische Delegation unter Leitung des Ersten Stellvertreters des Oberkommandierenden der Sowjetischen Marine, Admiral Nikolai Smirnow, in Damaskus. Sie hatte die Aufgabe, einen geeigneten Platz für die Schaffung der sowjetischen Marinebasis in Syrien auszusuchen. Die Delegationsmitglieder erkundeten die gesamte Küste sorgfältig und wählten einen ausgedehnten Bereich zwischen Latakia und Tartus. Das war ein idealer Platz zum Bau einer Marinebasis, hinter ihr lag ein Flugplatz für die Versorgung des Stützpunktes aus der Luft. Der Admiral berichtete seinem Vorgesetzten, dass das innerhalb eines halben Jahres geschehen kann. Aber in der sowjetischen Führung war man sich über die Frage der Schaffung eines sowjetischen Stützpunktes in Syrien nicht einig, da dieser im Fall einer Verschärfung des Konfliktes mit Israel besonders verwundbar wäre. Verteidigungsminister Dmitri Ustinow war jedoch abschließend der Meinung, dass es nicht nur im sowjetischen Interesse sei, Militärbasen in Syrien zu errichten, sondern auch zu ihrer Verteidigung sowjetische Truppen und Kampfflugzeuge zu stationieren.
So sollten die kriegerischen Absichten Israels gedämpft werden und der ganzen Welt gezeigt werden, dass die Sowjetunion ihre Freunde nicht fallen lässt. Aber Außenminister Andrei Gromyko sprach sich dagegen aus, sowjetische Soldaten nach Syrien zu schicken, da die Sowjetunion im Falle einer Verschärfung der Situation und außergewöhnlicher Umstände keine Möglichkeit hat, ihre Unterstützung sicherzustellen, so könnten sie zu Geiseln werden. Das bedroht die Sowjetunion, in einen globalen Konflikt hinein gezogen zu werden.
Als Vermittler zwischen beiden Positionen trat der Generalsekretär des ZK der KPdSU Juri Andropow auf. Unter seiner persönlichen Aufsicht wurde im Mai 1981 ein dringliches Schreiben an das ZK aufgesetzt, in dem stand, dass man sich nicht mit den syrischen Bedingungen einverstanden erklären soll, ihnen sowjetische Truppen zu unterstellen. Im weiteren Schreiben folgte er jedoch fast wörtlich der Position der sowjetischen Militärs: sich einverstanden zu erklären mit der Platzierung des „Punkt für materiell-technische Sicherstellung“ in Tartus, zu seinem Schutz ein raketenbestücktes Luftabwehrregiment (russisch зенитный ракетный полк) zu stationieren – insgesamt 2000 Militärangehörige. In der zweiten Etappe, die ab 1983 beginnt, soll zusätzlich ein gemischtes Jagdfliegerregiment der sowjetischen Seefliegerkräfte und ein Reserveregiment der raketenbestückten Luftabwehr in der Brigade stationiert werden. Die Anzahl der Militärangehörigen erhöht sich so auf 6000. Am 14. Mai 1981 traf der syrische Präsident zu einem geheimen Besuch in Moskau ein. Am 15. Mai traf er sich mit der sowjetischen Führung. Man einigte sich auf die Stationierung von sowjetischen Streitkräften – ein Raketen-Luftabwehr Regiment auf dem Territorium von Syrien. So wurde der Freundschaftsvertrag mit Syrien mit konkretem Inhalt gefüllt. Jedoch einigte man sich nicht endgültig auf die Schaffung einer Militärbasis in Syrien.
Während eines Besuches einer sowjetischen Delegation in Syrien unter Admiral Smirnow im Juni 1981 konnte man sich auf vier Hauptpunkte einigen, so dass ein Vertrag folgende Punkte fassen könnte:
- Aufnahme von sowjetischen Kriegsschiffen in syrischen Häfen
- Schaffung des PMTO (Stützpunkt für materiell-technische Sicherstellung für Schiffe der sowjetischen Seekriegsflotte; russ.: ПМТО) in Tartus, wo vorgesehen war, dass ein Schwimmdock stationiert wird und Lager für Ausrüstung, Proviant und militärische Vorräte gebaut werden. Für ihre Bedienung werden 500 Mann sowjetisches Militär nach Syrien geschickt. Außerdem sollten zwei Anlegestellen für Kriegsschiffe geschaffen werden – auf einer Insel in der Nähe von Tartus und in der Bucht in der Nähe von Latakia. Insgesamt konnten dort 20 Schiffe aufgenommen werden.
- Stationierung von sowjetischen Militärflugzeugen auf dem Flugplatz Tifor (der Name ist vom englischen T4 – T four – abgeleitet; er liegt 90 km von Homs und 100 km von Palmyra entfernt) und anderen Flugplätzen, die im Protokoll zu dem Vertrag aufgeführt sind. 1981 werden dort Aufklärungsflugzeuge, Flugboote und ein Jagdfliegerregiment stationiert. Es werden 46 Flugzeuge und 4 Hubschrauber stationiert. Für ihre Bedienung und Wartung werden 2700 Mann in Tifor und 250 Mann am Führungspunkt stationiert.
- Aufklärungsflugzeuge und Flugboote, wie es bereits in Ägypten war, werden Hoheitszeichen der Sowjetunion tragen, die Jagdflugzeuge werden syrische Hoheitszeichen tragen. Ab 1983 wird in Syrien zusätzlich ein Luftregiment mit 40 Flugzeugen stationiert.

Trotz der Schwierigkeiten kam die Sache mit der Schaffung der PMTO voran. Oberst A. I. Sitini, der von Januar 1982 bis Mai 1984 in Syrien war, erinnert sich: „Ich erinnere mich an eine sehr große und verantwortliche Arbeit in Syrien, an der ich teilhaben konnte. Das war die Auswahl des Platzes, die Festlegung der Anlagen und dementsprechend den Umfang der Arbeiten und die Kosten, das Abwägen von technisch-wirtschaftlichen Zweckmäßigkeiten der Basis für das Mittelmeergeschwader der sowjetischen Marine. Im Unterschied zur US-Marine hatten unsere Kriegsschiffe keine Stationierungsbasis im Gebiet ihres Militäreinsatzes. Das sowjetische Verteidigungsministerium und die technische Hauptverwaltung des Komitees für wirtschaftliche Beziehungen (russisch: Государственный комитет по экономическим связям; ГКЭС) waren mit dieser Arbeit damit beauftragt. Die Ergebnisse der Arbeit sollten dann als entsprechender Vorschlag der Regierung der Sowjetunion vorgelegt werden. Die Arbeit wurde vom Stellvertreter des Oberkommandierenden der Sowjetischen Marine, Admiral Nikolaj Iwanowitsch Smirnow geleitet. Es wurden mehrere Varianten ausgearbeitet, darunter die Schaffung einer Basis im Gebiet der Häfen Latakia und Tartus. Leider wurde die Sache im weiteren Verlauf aus verschiedenen Gründen (einschließlich rein politischer und wirtschaftlicher Gründe) nicht realisiert.“
Der Hauptmilitärberater in Syrien, Grigorij Pawlowitsch Jaschkin, erinnert sich: „Im Winter-Frühjahr 1982 hat die sowjetische Führung starken Druck auf uns und den Botschafter ausgeübt, damit wir bei der Lösung des Problems der Stationierung unserer Truppen in der Syrischen Arabischen Republik helfen: Basen des Rückwärtigen Dienstes des 5. Mittelmeergeschwaders, drei bis vier Raketen-Luftabwehr-Brigaden und einige Regimenter der Jagdflieger. Moskau wollte nicht seinen Einfluss im Nahen Osten und insbesondere auch in Syrien verlieren, dessen Truppen in einen Bruderkrieg mit den Einheiten der ‚Libanesischen Front‘ – den Phalangisten – verwickelt waren, die von Israel unterstützt wurden. Auch waren die syrischen Truppen in Einsätze innerhalb Syriens verwickelt, die sich gegen die extremistische Opposition der Muslimbrüder richtete. Die Gefahr, dass die Sowjetunion in den Krieg hineingezogen wird, wuchs um ein Vielfaches. Und erst am 8. April 1982 wurde diese Gefahr gebannt. Aus dem verschlüsselten Telegramm: ‚Damaskus, an den sowjetischen Botschafter … Nur für sie und den Hauptmilitärberater. Beschluss des Politbüros des ZK der KPdSU Nr. 723 vom 8. April 1982. Zwecks Unterstützung der Herrschaft von Hafiz al-Assad und seines Kampfes mit dem regierungsfeindlichen Aufstand in Syrien und der arabischen Reaktion, wird es für zweckmäßig erachtet die Vereinbarung über eine sowjetische Truppenstationierung nicht zu verbinden mit der Frage über Waffenlieferungen. L. Breschnew.‘“
Am 12. Mai 1983 stimmte das Politbüro dem Vorschlag eines syrischen Projekts für die Schaffung eines Punktes zur materiell-technischen Sicherstellung (PMTO) im Hafen von Tartus und auch der Einfahrt von sowjetischen Schiffen in die syrischen Territorialgewässer und Häfen zu. Zur Unterzeichnung der Vereinbarung wurde sofort eine sowjetische Regierungsdelegation unter Leitung des Ersten Stellvertreters des Oberkommandierenden der Sowjetischen Marine N. I. Smirnow nach Damaskus geschickt, damit nach der Unterschrift sofort ein Kontingent von 1000 Militärspezialisten nach Syrien geschickt werden konnte. Juri Andropow fasste diesen Schritt so zusammen: „Wir haben nicht nur unsere eigenen Positionen gefestigt, sondern auch die Sicherheit unserer Freunde sichergestellt.“
1984 wurde im syrischen Hafen Tartus der „720. Stützpunkt für materiell-technische Sicherstellung für Schiffe der Russischen Seekriegsflotte“ (russisch: „Пункт материально-технического обеспечения“ / „Punkt materialno-technitscheskowo obespetschenija“; kurz: „720. ПМТО“ / „720. PMTO“) geschaffen. Er unterstand dem Leiter der Rückwärtigen Dienste der Schwarzmeerflotte. Auf dem von der syrischen Seite zur Verfügung gestellten Territorium wurde eine schwimmende Anlegestelle PM-61M (ПМ-61М) eingerichtet. Es wurde ein Verwaltung-Wirtschafts-Gebäude gebaut, zwei Lager vom Typ SRM, eine Dieselwerkstatt, eine Kaserne, ein Speisesaal und weitere Wirtschaftsobjekte. Auch ein Werkstattschiff wurde ständig stationiert. Ab 1985, nachdem die Besatzung des 30. Aufklärungsregiments der Schwarzmeerflotte auf dem Flugplatz Tifor (T4) in Syrien stationiert wurde, begannen regelmäßige Flüge zum Kampfdienst im Mittelmeer mit Flugzeugen des Typs Tu-16P. Ihre Aufgabe war die Luftaufklärung und Identifizierung im Wirkungsbereich der Flugzeugträgergruppe und der Schiffskampfgruppe der NATO-Flotte.
Die PMTO wurde intensiv genutzt: Mitte der 1980er-Jahre wurden an sieben U-Booten und acht Überwasserschiffen jährlich Reparaturarbeiten zwischen den einzelnen Fahrten im Hafen von Tartus ausgeführt. Die Räumlichkeiten der Kaserne erlauben die Unterbringung einer gesamten U-Boot-Besatzung. Das Objekt hat eine Fläche von 2,3 ha, aber bis jetzt verlangte die syrische Seite kein Geld für die Pacht, ebenso nicht für die Stromversorgung und den technischen Bedarf. Die Infrastruktur der Basis wurde ständig ausgebaut. Von 1987 bis 1988 führte ein eigenständiges Mobiles Ingenieurbataillon (russisch: отдельный мобильный инженерный батальон; kurz: ОМИБ / OMIB) der Schwarzmeerflotte Arbeiten für die Errichtung des PMTO in Tartus durch.
Wegen des Zerfalls der Sowjetunion Anfang der 1990er-Jahre endete die Existenz des Mittelmeergeschwaders, und das wäre fast auch das Ende für die PMTO in Tartus gewesen. Die PMTO stellte 1996, bereits mit reduzierter Besetzung, den Aufenthalt einer Abteilung russischer Begleitschiffe eines Flugzeugträgers im Hafen von Tartus sicher. Ende Januar 1996 weilten die Flugzeugträgergruppen (russ. авианосная многоцелевая группа; kurz: АМГ/AMG) mit dem Flugzeugträger Admiral Kusnezow und dem Zerstörer „Bezstrashny“ (russ. Бесстрашный) auf der Reede von Tartus. Die Reparaturschiffe führten in dieser Zeit nicht nur Reparaturen an Schiffe aus, die zum Bestand der Abteilung gehörten, sondern wurden auch als Transportschiffe genutzt, um Ladung und Frischwasser zu den auf der Außenreede liegenden Schiffen zu transportieren. Alleine an Kartoffeln wurden über 100 Tonnen an die Schiffe übergeben.
Die Besuche im PTMO wurden selten, in den Jahren 1997 und 1998 musste nur der Besuch von zwei Schiffen pro Jahr betreut werden. Die Basis konnte nicht mehr normal funktionieren, da eine Sektion des Schwimmanlegers Nr. 1 untergegangen war. Im Sommer 1998 wurde der während eines Sturms gesunkenen Stahlbeton-Anleger in Tartus vom Rettungsschlepper SB-5 (russ. спасательный буксир; kurz: СБ-5; Kapitän I. Kuszmowitsch) und dem Ankerziehschlepper KIL-158 (russ. Килекторное судно; kurz: КИЛ-158; Kapitän Nikolaj Perun) innerhalb von zwei Wochen gehoben. Der Anleger war Eigentum der Russischen Föderation. Vorarbeiten am Objekt wurden vom Taucher-Reparaturschiff PM-56 (russisch ПМ-56) ausgeführt. Der Anleger wurde dann vom Rettungsschlepper SB-5 auf das offene Meer gezogen und versenkt. Geleitet wurden die Hebungsarbeiten für den Anleger und die spätere Versenkung vom Hauptingenieur der Abteilung für Suche und Havarie-Rettungs-Arbeiten (russisch: управления поисковых и аварийно-спасательных работ; kurz: УПАСР) Kapitän zur See Wassili Bech. Im März 1999 begann der Angriff der NATO unter Führung der USA gegen Jugoslawien (Operation Allied Force). Zu dieser Zeit hatte die russische Marine im Mittelmeer nur ein einziges Werkstattschiff, die PM-138 in Tartus. Nach diesen Ereignissen begann die langsame Rückkehr der russischen Marine in das Mittelmeer; eine Hilfe als Landbasis konnte nur die PMTO in Tartus bieten. Von Januar bis Mai 1999 nutzten drei russische Schiffe die Dienste der PMTO. Im Mai 1999 bestand die PMTO Tartus aus vier Haupteinheiten: eine Kfz-Kompanie (zwölf Kfz), eine Elektrokraftwerk, Wirtschaftsabteilung und ein Gesamtlager. Der PMTO stand ständig ein Werkstattschiff der Schwarzmeerflotte zur operativen Verfügung bereit. Die volle Sollstärke der PMTO betrug 14 russische Militärangehörige. Wegen der inkohärenten Politik der russischen Führung schlief das Ausbauprojekt der Basis in Tartus ein, das die Möglichkeiten der PMTO um ein Vielfaches steigern sollte.
Nach dem Projekt von Roswooruschenije sollte Mitte der 1990er-Jahre in Tartus eine Schiffsreparaturwerft für die syrische Marine gebaut werden. Wegen Finanzierungsproblemen konnte sie jedoch nicht vollendet werden und nicht ihre geplante Leistungsfähigkeit erreichen. Es blieben auch keine hochqualifizierten Spezialisten dort. Zuerst arbeiten dort russische Spezialisten als Vertragsarbeiter, 1998 kamen jedoch Arbeiter aus der Ukraine dorthin, weil sie für geringere Bezahlung arbeiteten. 2002 wurde die Werft von der ukrainischen Firma Selchospromexport (russisch: Сельхозпромэкспорт) fertiggebaut, wobei ein Teil der Spezialisten der Firma Russen waren. Die Chinesen erhielten den Auftrag für den Bau einer Slipanlage, um Schiffe zu Wasser lassen zu können.
Das Leben in der Basis war nicht leicht. Im Dezember 2004 weilte erstmals seit vielen Jahren eine Inspektion der Schwarzmeerflotte im PMTO. Sie begutachtete seinen Zustand und machte eine Reihe Vorschläge für die weitere Nutzung der PMTO. Die Basis war in einem erbärmlichen Zustand. Nach der Einschätzung des Leiters des Meeres-Ingenieur-Dienstes (russisch: морская инженерная злужба; kurz: МИС) der Schwarzmeerflotte Oberst Sergej Tawadjan waren die Kasernenunterkünfte in einem unbefriedigenden Zustand. Der Zustand der Verwaltungs-Wohngebäude, die 16 Jahren zuvor errichtet worden waren, hätte besser sein können, da sie seitdem nicht wirklich renoviert worden waren. Außerdem war es notwendig, das an die Objekte angrenzende Gebiet in Schuss zu bringen, insbesondere den Bereich um den Kfz-Park. Für eine normale Aufnahme von Schiffen in der Basis mussten Reparaturarbeiten am Schwimmanleger Nr. 2 durchgeführt werden, da er der einzige funktionierende war. Wesentlich größere Anstrengungen wären für die Wiederherstellung der versunkenen Sektionen des Schwimmanlegers Nr. 1 erforderlich, der nicht funktionsfähig war. Für seine Wiederherstellung waren zwei Schwimmsektionen erforderlich und zusätzliche Ausrüstung: Betonanker, Ketten und Schwimmtonnen.
Die erforderlichen Arbeiten zogen sich einige Jahre hin. Im März 2005 hat das große Landungsschiff Asow (russisch: БДК Азов; Большой десантный корабль) die Ausrüstungsteile zum Hafen von Tartus gebracht, und die geplanten Arbeiten zum Auswechseln der technischen Ausrüstung im PMTO konnten durchgeführt werden. Die notwendige Ausrüstung für die Reparatur der Schwimmanleger und für das Funktionieren des Militärstädtchens wurde von dem Schiff angeliefert. Eine Reihe von Nachrichtenagenturen meldeten im Sommer 2006, dass Russland mit der Vertiefung des Hafens von Tartus begonnen hat. Mit der Vertiefung des Fahrwassers konnte begonnen werden, da eine russisch-syrische Vereinbarung getroffen worden war über das Erlassen von syrischen Schulden in Höhe von 3,6 Mrd. USD von insgesamt 14,4 Mrd. USD syrischen Schulden. Die Vertreter der russischen Marine haben jedoch Meldungen widersprochen, dass mit den Arbeiten Schiffe der russischen Marine beauftragt sind oder dass diese Vertiefungsarbeiten im Hafen im Interesse der Russen ausgeführt werden: „Wir haben keinerlei Vertiefungsarbeiten im Hafen von Tartus durchgeführt, nicht jetzt und auch nicht früher. Die dort vorhandene Tiefe ist ausreichend für Schiffe mit geringem Tiefgang. Große Schiffe, wie z. B. Kreuzer können dort vor Reede dieses oder jenes Hafens liegen. Natürlich müssen die Schiffsanleger repariert, modernisiert oder neu gebaut werden, aber das wichtigste ist, dass eine entwickelte Infrastruktur an der Küste geschaffen wird – mit den erforderlichen Objekten, die Reparaturen sicherstellen, sowie das Auffüllen von Proviantvorräten, Wasser, Treibstoff und Munition ermöglichen und der Erholung der Besatzung dienen. Damit müssen wir uns in den nächsten Jahren beschäftigen.“
Im August 2008 sagte der stellvertretende russische Botschafter in Syrien Igor Beljajew auf einer Pressekonferenz in Damaskus: „Russland hat die Absicht seine militärische Anwesenheit im Mittelmeer deutlich zu erhöhen. Russische Kriegsschiffe werden häufige Gäste in syrischen Häfen sein und in anderen befreundeten Ländern des Mittelmeerraums.“ Das war auch bald im Stützpunkt Tartus zu spüren. Im Januar 2009 kam eine Schiffsgruppe der Nordflotte nach Tartus, um seine Wasser- und Proviantvorräte aufzufüllen. Der Flugzeugträger Admiral Kusnezow, das Anti-U-Boot-Schiff Admiral Lewtschenko (Большой противолодочный корабль Адмирал Левченко; kurz: БПК / BPK; aus der Udaloy-Klasse) und das Sicherungsschiff Nikolaj Tschiker gingen im Hafen vor Anker. Der Lenkwaffenkreuzer Moskwa (Гвардейский ракетный крейсер „Москва“; kurz: ГРКР „Москва“) füllte während seiner Fahrt im Mittelmeer seine Treibstoffvorräte auf der Reede von Tartus auf, den Treibstoff übernahm er vom Tanker Iman. Während des Aufenthaltes auf der Reede wurde die Besatzung für die Bewachung und Verteidigung ihres Schiffes auf der ungeschützten Reede ausgebildet. Da die Basis in Tartus sehr gebraucht wurde, wurden die Arbeiten dort beschleunigt.
Das Hilfsschiff KIL-158 (Ankerziehschlepper КИЛ 158 / KIL 158; Bild; russ.: Килекторное судно) hob mit Hilfe von Tauchern einige Anker, die jeweils mehrere Tonnen schwer waren und den Schwimmanleger gehalten hatten. Die Ketten wurden auch ausgetauscht und dann wurde der Schwimmanleger wieder verankert. Die Betondecke wurde erneuert, Schweißarbeiten und Anstreicharbeiten wurden ausgeführt. Die Besatzung von KIL-158 unterstützte auch den Meeresingenieurdienst (russisch: морская инженерная злужба; kurz: МИС) des Hafens beim Verlegen von Unterwasser-Rohrleitungen zur Übergabe von Frischwasser. Als Ersatz für den nicht mehr funktionsfähigen und 1998 versenkten Schwimmanleger wurde 2009 zwei neue Sektionen aus dem Schwarzen Meer gebracht. Im Juli 2009 schleppte der Rettungsschlepper Schachtjor die Stahlbetonsektionen nach Tartus. Eine weitere Sektion wurde vom Rettungsschlepper SB-5 (russ. спасательный буксир; kurz: СБ-5) nach Tartus gebracht.
Die im PMTO durchgeführten Arbeiten wurden als planmäßige Reparaturen eingestuft, sie wurden 2010 fortgesetzt und sollten 2011 abgeschlossen werden. Im Rahmen dieser Arbeiten werden alte Objekte repariert und neue Objekte für die Küsten-Infrastruktur geschaffen, damit die russische Flotte den PMTO in vollem Umfang nutzen kann. Nach der Modernisierung des Anlegers wird der PMTO in vollem Umfang funktionsfähig sein.
Der Vertreter des Hauptstabes der russischen Flotte erläuterte: „Die Basis in Tartus stellt die Versorgung aller erforderlichen Schiffe sicher, die für die Verteidigung der zivilen russischen Seefahrt am Horn von Afrika eingesetzt werden.“
Wie die Praxis zeigt, ist der PMTO Tartus äußerst notwendig für die russische Marine, sein Ausbau erfolgt nicht ohne Grund. Im Oktober 2009 waren außer einer Reihe kleinerer Hilfsschiffe auch vier große russische Landungsschiffe (russisch: Большой десантный корабль; kurz: БДК) in Tartus – die Landungsschiffe Asow, Jamal, Nowotscherkassk und Caesar Kunikow.
Ende 2009 war die U-Jagd-Fregatte Neustraschimy (russisch: СКР „Неустрашимы“; SKR = сторожевой корабль = Wachschiff) der Baltischen Flotte in Tartus – während ihres Kampfeinsatzes im Golf von Aden.
Im April 2010 war der nukleargetriebene Lenkwaffenkreuzer Pjotr Weliki zum Auffüllen seiner Vorräte im PMTO Tartus. Die russische Flotte hatte große Pläne für die Basis in Tartus. Im August 2010 sagte der Oberkommandierende der russischen Marine, Wladimir Wyssozki der Nachrichtenagentur RIA Novosti, dass die Basis in Tartus nach 2012 schwere Schiffe einschließlich Kreuzern und sogar Flugzeugträgern aufnehmen können wird. Er sagte: „Tartus wird zuerst als Stationierungsbasis entwickelt werden und dann als Flottenbasis. Die erste Etappe der Entwicklung und Modernisierung wird 2012 abgeschlossen sein.“
Im Jahr 2011 bestand der Punkt für materiell-technische Sicherstellung (PMTO) in Syrien aus Schwimmanlegern vom Typ PM-61M, einem Reparaturschiff der Schwarzmeerflotte (das alle sechs Monate ausgetauscht wird), Lagern, Kasernen und verschiedenen Wirtschaftsobjekten. Der PMTO wird von 50 Matrosen betrieben.

### Aufenthalte von russischen Reparaturschiffen in Tartus
Folgende Schiffe waren zeitweise in Tartus stationiert:
- April 1989: PM-9 (PM steht für Reparaturschiff)
- Februar 1990 PM-138
- September 1995 bis April 1996: PM-138
- Ende April 1996: PM-56
- September 1997: kehrt PM-138 aus dem Mittelmeer nach Sewastopol zurück
- Herbst 1997 bis Frühjahr 1998: PM-56
- Mai bis 15. September 1998: KIL-158 (KIL = килекторное судно; Ankerschlepper)
- August 1998 bis 2. Mai 1999: PM-138
- 18. April bis 12. Oktober 1999: PM-56
- 27. September 1999 bis 20. April 2000: PM-138
- 4. April bis 6. November 2000: PM-56
- November 2000 bis März 2001: KIL-158
- 1. März bis September 2001: PM-138
- 5. September 2001 bis März 2002: PM-56
- März bis September 2002: PM-138
- September bis [unbekannt] 2002: KIL-158
- Herbst 2003: PM-56
- [unbekannt] bis Dezember 2004: PM-138
- Dezember 2004 bis März 2005: PM-56
- Januar bis Juli 2006: PM-138
- 31. Juli bis März 2008: PM-138 (nach über 6 Monaten Aufenthalt im Mittelmeer wurde es auf der Rückfahrt zum Heimathafen Sewastopol am 18. Februar 2008 in der Ägäis in einem starken Sturm beschädigt und musste später im Heimathafen repariert werden.)
- KIL-158 erfüllte 2008 länger als zwei Monate Aufgaben im Hafen von Tartus
- August (?) 2008 bis März 2009: PM-56
- August 2009 bis Januar 2010: PM-138 (während des Aufenthaltes in Tartus war auch eine Landungsabteilung Marinesoldaten an Bord – unter dem Kommando von Oberst Sergej Fedun. Diese Antiterrorgruppe bewachte das Schiff, die Besatzung und das Objekt)
- Dezember 2009 bis April 2010: PM-56
- August 2010 bis 1. Februar 2011: PM-138
- August 2011 bis 31. Januar 2012: PM-56 (der Kapitän Igor Bakurandze berichtete: „In Tartus ist die Situation normal. Es gibt natürlich Einschränkungen, bestimmte Einschränkungen beim Ausgang in die Stadt – aber ausschließlich wegen der Sorge um die volle Sicherheit der Matrosen. Es gab keinerlei Exzesse. Die Besatzung lebte ihr gewöhnliches Leben. Sie erfüllen ihre Aufgaben und bereiten Geschenke aus Syrien vor für ihre Verwandten.“ An Bord der PM-56 war auch ein Zug Marinesoldaten unter dem Kommando von Leutnant Michail Dzhigir. Unlängst wurde Oberst Dimitrij Wiktorowitsch Zhaworonikow der Leiter des PMTO Tartus.)